# Bunaeopsis clementi
Bunaeopsis clementi är en fjärilsart som beskrevs av Lemaire och Pierre Claude Rougeot 1975. Bunaeopsis clementi ingår i släktet Bunaeopsis och familjen påfågelsspinnare. Inga underarter finns listade i Catalogue of Life.